# Honda–Tates sats
Inom matematiken är Honda–Tates sats ett resultat som klassificerar abelska varieteter över ändliga kroppar upp till isogeni. Satsen säger att isogeniklasserna av enkla abelska varieteter över en ändlig kropp av ordning q korresponderar till algebraiska heltal vars alla konjugat (som ges av egenvärdena av Frobeniusendomorfin av första kohomologigruppen eller Tatemodulen) har absolut värde √q.
Tate (1966) bevisade att avbildningen som tar isogeniklassen till egenvärdena av Frobeniusendomorfin är injektiv, och Taira Honda (1968) bevisade att den är surjektiv, och härmed en bijektion.